# 楠敏雄
楠 敏雄（くすのき としお、1944年11月15日 - 2014年2月16日）は、日本の教育者、社会運動家である。
1944年、北海道岩内町に生まれる。2歳の時に罹った結膜炎の治療ミスにより、視覚障害者（全盲）となった。1952年、1年間の就学猶予をへて、小樽盲学校小学部入学。1961年、札幌盲学校高等部本科理療科入学。1964年、大阪府立盲学校（現・大阪府立大阪南視覚支援学校）理療化専攻科入学。1966年、京都府立盲学校理療化専攻科入学。
1966年、当時、視覚障害者にも門戸を開いていた数少ない大学の一つである同志社大学を受験するが、不合格となる。1年間の浪人生活をへて、今度は龍谷大学に入学願書を提出。視覚障害者を受け入れる体制が無いことを理由として一度は受験を断られたが、再度の頼み込みによって受験が許可され、合格。「大学としては一切、協力しない」という条件つきではあったが、文学部英米文学科への入学を果たした。1971年には、同大学修士課程に進学する。
1973年、大阪府立天王寺高等学校定時制（2008年に閉課）の英語講師（非常勤）となり、日本で最初の全盲普通高校講師となった。1974年、龍谷大学大学院修士課程を修了する。
1986年、13年間勤務した天王寺高校を退職し、大阪府総合福祉協会相談部門職員となる。2004年に同協会を定年退職したが、その後2年間嘱託職員として同協会に勤務した。1995年1月17日に発生した阪神・淡路大震災では、視覚障害者の被災者支援に尽力した。
2012年、大阪障害者自立協会理事長・大阪府障害者施策推進協議会委員・DPI日本会議日本会議副議長に就任する。
2014年2月16日、腎不全で死去。69歳であった。

## 著書
- 『「障害者」解放とは何か―障害者として生きることと解放運動』柘植書房、1982年。
- 『わかりやすい障害者基本法』解放出版社、1995年。
- 『自立と共生を求めて―障害者からの提言』解放出版社、1998年。
- 三上洋・西尾元秀（共著）『知っていますか？視覚障害者とともに一問一答』解放出版社、2005年。